# Eugerres periche
Eugerres periche är en fiskart som först beskrevs av Barton Warren Evermann och Radcliffe, 1917.  Eugerres periche ingår i släktet Eugerres och familjen Gerreidae. IUCN kategoriserar arten globalt som otillräckligt studerad. Inga underarter finns listade i Catalogue of Life.